# Nathalie Beausire
Nathalie Beausire (* 10. September 1970) ist eine ehemalige französische Biathletin.
Nathalie Beausire ist Soldatin und lebt in Les Rousses. Sie bestritt 1987 bei einem Einzel in Hochfilzen ihr erstes Rennen im Biathlon-Weltcup und gewann bei ihrem ersten Rennen als 15. sogleich erste Weltcuppunkte. In Feistritz an der Drau nahm sie 1989 erstmals an Biathlon-Weltmeisterschaften teil und wurde 32. des Einzels sowie mit Marie-Pierre Baby und Véronique Claudel in der Staffel und zusätzlich mit Muriel Marion in der Mannschaft jeweils Achte. Auch 1991 startete sie bei der WM in Lahti und kam dort im Sprint zum Einsatz, bei dem sie 22. wurde, sowie im Mannschaftsrennen, in dem sie mit Anne Briand, Sylvie Payraud und Claudel erneut Achte wurde. Ihren größten Erfolg erreichte Beausire bei den Biathlon-Weltmeisterschaften 1993 in Borowez, bei denen sie mit Delphyne Burlet, Anne Briand und Corinne Niogret den Titel im Mannschaftsrennen gewann. In der Saison 1994/95 schaffte die Französin mit einem neunten Platz bei einem Sprint in Hinton und einem sechsten Rang bei einem weiteren Sprint in Canmore ihre besten Weltcup-Leistungen. Auch bei den Biathlon-Weltmeisterschaften 1994 in Canmore, bei denen nur die nichtolympischen Wettbewerbe ausgetragen wurden, gewann Beausire mit Emmanuelle Claret, Niogret und Claudel hinter den Mannschaften aus Weißrussland und Norwegen nochmals die Bronzemedaille. Die Teilnahme an den Olympischen Winterspielen in Lillehammer verpasste sie und beendete nach der Saison ihre Karriere.

## Biathlon-Weltcup-Platzierungen
Die Tabelle zeigt alle Platzierungen (je nach Austragungsjahr einschließlich Olympische Spiele und Weltmeisterschaften).
- 1.–3. Platz: Anzahl der Podiumsplatzierungen
- Top 10: Anzahl der Platzierungen unter den ersten zehn (einschließlich Podium)
- Punkteränge: Anzahl der Platzierungen innerhalb der Punkteränge (einschließlich Podium und Top 10)
- Starts: Anzahl gelaufener Rennen in der jeweiligen Disziplin
- Staffel: inklusive Mixed-Staffel

| Platzierung                               | Einzel | Sprint | Verfolgung | Massenstart | Team | Staffel | Gesamt |
| ----------------------------------------- | ------ | ------ | ---------- | ----------- | ---- | ------- | ------ |
| 1. Platz                                  |        |        |            |             | 1    |         | 1      |
| 2. Platz                                  |        |        |            |             |      |         |        |
| 3. Platz                                  |        |        |            |             | 1    |         | 1      |
| Top 10                                    |        | 2      |            |             | 3    | 1       | 6      |
| Punkteränge                               | 4      | 6      |            |             | 3    | 1       | 14     |
| Starts                                    | 16     | 17     |            |             | 3    | 1       | 37     |
| Stand: Karriereende, Daten nicht komplett |        |        |            |             |      |         |        |